# Rapunzel
Rapunzel sau Sălățica este un basm german, cules de Frații Grimm și publicat pentru prima dată în 1812, ca parte a colecției Grimms Märchen.  Povestea Fraților Grimm se sprijină pe conținutul basmului francez Persinette de Charlotte-Rose de Caumont de La Force (1698).
Intriga basmului a fost folosită și parodiată în diverse medii. Cea mai cunoscută replică a sa este: „Rapunzel, Rapunzel, lasă-ți părul”.

## Sinopsis
Un cuplu singuratic, care tânjea după un copil, locuia în vecinătatea unei grădini întise și bogate, ce aparținea unei vrăjitoare. Soția, suferind de poftele sarcinii, tânjea după belșugul pe care îl vedea crescând în grădină (în unele variante legume rădăcinoase sau frunze de salată). Refuzând să mănânce orice altceva, femeia începe să se prăpădească. Bărbatul ei se teme pentru viața ei și, într-o noapte, intră în grădină. Când se întoarce, soția face o salată din cele aduse și o mănâncă, dar tânjește după mai mult, așa că soțul ei se întoarce în grădină pentru a-i mai lua câteva. În timp ce escaladează zidul pentru a se întoarce acasă, vrăjitoarea îl prinde și îl acuză de furt. El imploră milă și ea acceptă să fie îngăduitoare, permițându-i să ia toată salata pe care o dorește cu condiția ca bebelușul să îi fie dat ei la naștere. Disperat, el acceptă.
Atunci când soția are o fetiță, vrăjitoarea o ia pentru a o crește ca fiind a ei și o numește „Rapunzel”, după planta pe care mama ei o dorea. Copilul crește și devine o comoară de frumusețe, cu părul lung și auriu. Când împlinește 12 ani, vrăjitoarea o închide într-un turn din inima pădurii, ce avea o singură cameră și o singură fereastră, prin care să intre soarele. Pentru a o vizita, vrăjitoarea stătea la baza turnului și striga ca fata să-și lase părul.
Într-o zi, un fecior de crai călărește prin pădure și o aude pe Rapunzel cântând din turn. Încântat de vocea ei, el o caută și descoperă fortificația, dar nu poate urca la ea. Se întoarce des, ascultându-i cântecul frumos, iar într-o zi o vede pe vrăjitoare vizitând-o, și învață cum să aibă acces. Când vrăjitoarea pleacă, el îi cere lui Rapunzel să-și lase părul liber. Când ea face acest lucru, el se urcă în turn și cei doi se îndrăgostesc. În cele din urmă, o cere în căsătorie, iar ea acceptă.
Împreună, plănuiesc o modalitate de evadare, dar mama vitregă află între timp de existența prințului. Supărată, vrăjitoarea îi taie părul lui Rapunzel și o aruncă în sălbăticie ca să se descurce singură.
Când prințul strigă în acea noapte, vrăjitoarea dă drumul la părul retezat pentru a-l trage în sus. Spre groaza lui, se trezește în fața vrăjitoarei. Acesta cade din turn și aterizează într-un tufiș de spini. Deși viața sa este salvată, zgârieturile îi rănesc ochii și îl orbesc.

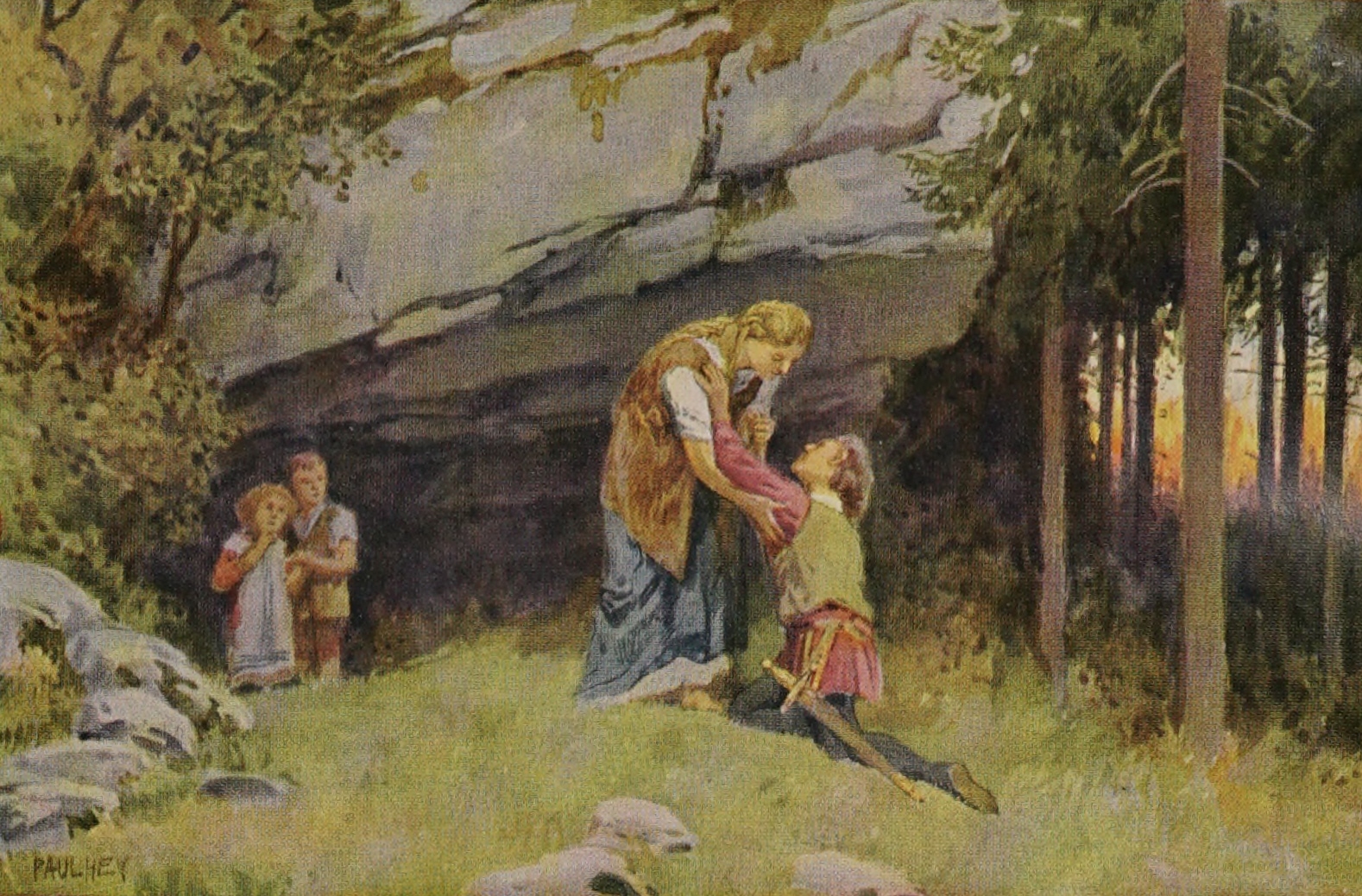
Rapunzel se reunește cu Feciorul de crai.
Ilustrație de Paul Hey din 1939</br>

Timp de ani de zile, el rătăcește prin pustietățile țării, în care trăiește acum și Rapunzel cu gemenii săi, un băiat și o fată, apăruți din iubirea lor. Într-o zi, în timp ce ea cântă, el îi aude din nou vocea, iar cei doi se reunesc. Când cad unul în brațele celuilalt, lacrimile tinerei se preling în ochii lui și îi redau imediat vederea. El o conduce pe ea și pe gemenii lor în regatul său, unde trăiesc fericiți până la adânci bătrâneți.

## Origini
Unii cercetători au propus ca cea mai veche inspirație posibilă pentru arhetipul „Fecioarei din turn” să fie miturile europene precreștine (sau proto-indo-europene) ale zeiței soarelui sau a zorilor, în care divinitatea luminii este prinsă în capcană și este salvată. Printre miturile similare se numără cel al zeiței solare baltice, Saulė, care este ținută captivă într-un turn de către un rege. Inspirația poate fi luată și din mitul clasic al eroului Perseu; mama lui Perseu, prințesa Danae, a fost închisă într-un turn de bronz de propriul ei tată, Acrisios, regele din Argos, în încercarea de a o împiedica să rămână însărcinată, deoarece era prezis de Oracolul din Delphi că va naște un fiu care își va ucide bunicul.
Inspirația ar putea veni de la Ethniu, fiica lui Balor, din mitul irlandez.
Inspirația poate veni din povestea Sfintei Barbara din Nicomedia, despre care se spune că a fost o femeie frumoasă care a fost închisă într-un turn de tatăl ei pentru a o ascunde de pretendenți.  În timp ce se afla în turn, se spune că s-a convertit la creștinism și că a fost în cele din urmă martirizată pentru credința ei după o serie de miracole care i-au întârziat execuția.